# Atletismo nos Jogos Pan-Americanos de 2023 - Salto com vara masculino
A competição de salto com vara masculino do atletismo nos Jogos Pan-Americanos de 2023 foi disputada em 4 de novembro no Parque Deportivo Estadio Nacional, em Santiago, no Chile. No total, competiram 11 atletas de 8 Comitês Olímpicos Nacionais (CON).

## Calendário
Horário local (UTC-4).
| Data          | Horário | Fase  |
| ------------- | ------- | ----- |
| 4 de novembro | 18:00   | Final |

## Medalhistas
| Ouro   | USA Matthew Ludwig      |
| Prata  | ARG Germán Chiaraviglio |
| Bronze | MEX Jorge Luna          |

## Recordes
Antes desta competição, os recordes mundiais e dos Jogos Pan-Americanos da prova eram os seguintes:
| Tipo                             | Atleta           | Marca  | Local            | Data                    |
| -------------------------------- | ---------------- | ------ | ---------------- | ----------------------- |
|                                  | Armand Duplantis | 6,22 m | Clermont-Ferrand | 25 de fevereiro de 2023 |
| Recorde dos Jogos Pan-Americanos | Lázaro Borges    | 5,80 m | Guadalajara      | 28 de outubro de 2011   |

## Resultados

### Final
Estes foram os resultados:
| Pos. | Atleta              | Nacionalidade      | 4.90 | 5.10 | 5.20 | 5.30 | 5.40 | 5.50 | 5.55 | 5.60 | 5.65 | Marca | Notas                |
| ---- | ------------------- | ------------------ | ---- | ---- | ---- | ---- | ---- | ---- | ---- | ---- | ---- | ----- | -------------------- |
| 01 ! | Matthew Ludwig      | USA Estados Unidos | –    | –    | o    | –    | o    | o    | o    | xx-  | x    | 5.55  |                      |
| 02 ! | Germán Chiaraviglio | ARG Argentina      | –    | –    | xo   | –    | xxo  | o    | x--  | xx   |      | 5.50  |                      |
| 03 ! | Jorge Luna          | MEX México         | xxo  | xo   | xo   | xo   | o    | xxx  |      |      |      | 5.40  |                      |
| 4    | Guillermo Correa    | CHI Chile          | o    | xo   | xo   | o    | xo   | xxx  |      |      |      | 5.40  | Recorde pessoal      |
| 5    | Eduardo Nápoles     | CUB Cuba           | –    | –    | o    | o    | xxx  |      |      |      |      | 5.30  |                      |
| 6    | José Nieto          | COL Colômbia       | –    | xo   | xo   | xo   | xxx  |      |      |      |      | 5.30  |                      |
| 7    | Zachery Bradford    | USA Estados Unidos | –    | xo   | o    | xxx  |      |      |      |      |      | 5.20  |                      |
| 8    | Austin Ramos        | ECU Equador        | o    | xo   | xxo  | xxx  |      |      |      |      |      | 5.20  | Recorde da temporada |
| 9    | Cristóbal Núñez     | CHI Chile          | xo   | xxo  | xxo  | xxx  |      |      |      |      |      | 5.20  |                      |
| 10   | Ricardo Montes      | VEN Venezuela      | –    | xo   | xxx  |      |      |      |      |      |      | 5.10  |                      |
| –    | Dyander Pacho       | ECU Equador        | –    | xxx  |      |      |      |      |      |      |      | NM    |                      |

Legenda
| Recorde mundial                  | Recorde mundial (World record)               |                       | Recorde africano                      | Recorde africano (African) |                                           | Q | Classificado por posição (Qualified) |
| Recorde dos Jogos Pan-Americanos | Recorde pan-americano (Pan-American record)  | Recorde da América    | Recorde da América (Americas)         | q                          | Classificado por melhor tempo (Qualified) |   |                                      |
| Melhor marca do ano              | Melhor marca do ano (World leading)          | Recorde asiático      | Recorde asiático (Asian)              | DNS                        | Não largou (Did not start)                |   |                                      |
| Recorde nacional                 | Recorde nacional (National record)           | Recorde europeu       | Recorde europeu (European)            | DNF                        | Não terminou (Did not finish)             |   |                                      |
| Recorde pessoal                  | Recorde pessoal do atleta (Personal best)    | Recorde da Oceania    | Recorde da Oceania (Oceania)          | DSQ / DQ                   | Desclassificado (Disqualified)            |   |                                      |
| Recorde da temporada             | Recorde da temporada do atleta (Season best) | Recorde sul-americano | Recorde sul-americano (South America) | NM                         | Sem marca (No mark)                       |   |                                      |